# 騎射場

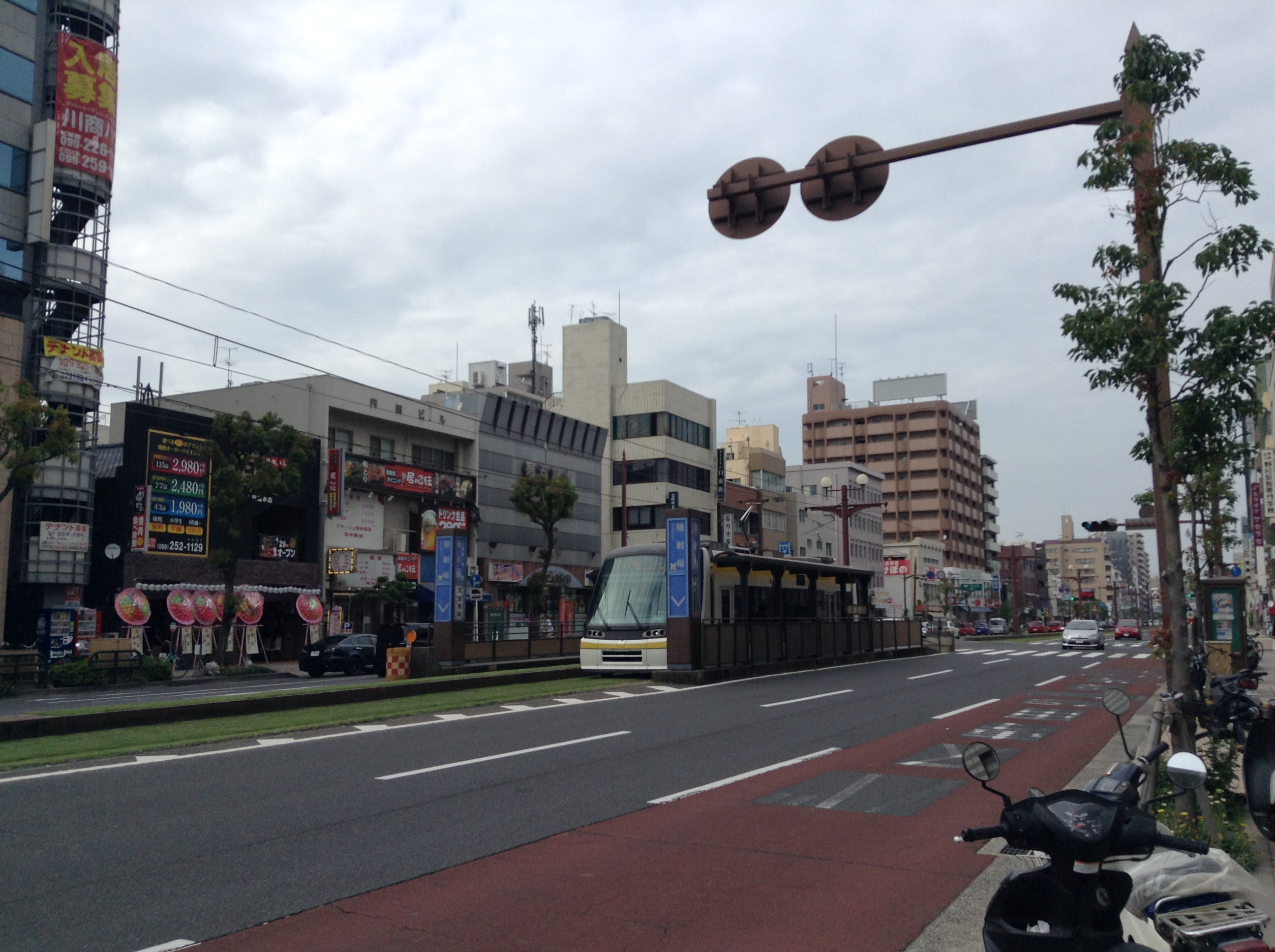
騎射場電停付近

騎射場（きしゃば）は、鹿児島県鹿児島市にある歓楽街。中心部からは比較的距離があり、学生街としての側面が強い。

## 概要
騎射場公園を中心に荒田1・2丁目、下荒田1 - 4丁目、上荒田町、鴨池1丁目付近に集まる商店群の通称。学生の街や飲み屋街として知られている。騎射場という住所は存在しないため、騎射場の範囲は人によって様々である。
飲食店、ドラッグストアなどの商店と住宅街が渾然一体となった地区を形成する。地方の学生街としては規模の大きい部類である。コンビニの増加で学生の利用が減り、昔ながらの定食屋、喫茶店等が減少する一方、地元誌で天文館に次いで飲食店の多いゾーンとしてクローズアップされることで、近年は若者向けの居酒屋など新たな出店も多い地区である。
もともとは鹿児島大学周辺の学生街から発展、現在は学生向けの飲食店街を中心にダイニングレストラン、趣味の専門店、ディスカウント店、大型食品スーパー、パチンコ店、マンションなどが混在している。若者を客層に狙う業種は必ずこのエリアに出店し、モスバーガーやリンガーハットなども1980年代初頭にこのエリアに鹿児島1号店をオープンしている。

## 歴史
江戸時代には、島津家の藩主の騎射の練習場があった。流鏑馬の騎射の練習の場で、騎射場という地名が生まれた。
- 1912年（大正元年）12月1日：鹿児島電気軌道により騎射場停留所が設置される。
- 1928年（昭和3年）7月1日：鹿児島市電気局（現・鹿児島市交通局）に騎射場停留所が移管。

## 周辺施設
- 鹿児島大学郡元キャンパス
- 鹿児島市立八幡小学校
- 騎射場公園
- 南国かごしま屋台村　キシャバノ横丁

## アクセス
- 鹿児島市電1系統線騎射場停留所